# Карловиц, Ганс Карл фон
Ганс Карл фон Карловиц (нем. Hannß Carl von Carlowitz; 24 декабря 1645 — 3 марта 1714) — служил в Саксонии, обер-берггауптманом во Фрейберге.
Автор первого старого сочинения на немецком языке по лесоразведению: «Sylvicultura oeconomica, oder Hausswirthschaftliche Nachricht und Naturmässige Anweisung zur wilden Baumzucht» (1713; 2-е изд. 1732).
Представитель камерализма.